# Christian Altamirano
Christian Josué Altamirano Metzgen (San Pedro Sula, Cortés, 26 de noviembre de 1989) es un futbolista hondureño. Juega de mediocampista y su equipo actual es el Olancho Fútbol Club de la Liga Nacional de Honduras.

## Trayectoria
Christian Altamirano fue adquirido por Deportes Savio a mediados de 2008. Allí debutó profesionalmente el 9 de agosto, durante un partido que se ganó por 2 a 1 al Hispano. Después, el 28 de septiembre de 2008, en un juego contra Victoria, el cual finalizó con triunfo de 3 a 1 para los «totoposteros», convirtió su primera anotación en la Liga Nacional.
El 19 de mayo de 2009 se confirmó su traspaso a Olimpia, tras haber firmado un contrato de tres años. Sin embargo, su paso por el cuadro «albo» se vio empobrecido debido a constantes lesiones y actos de indisciplina por parte del jugador. Aun así, el 8 de mayo de 2010, bajo la dirección técnica del colombiano Carlos Restrepo, conquistó su primer título nacional. 
Como consecuencia de su baja continuidad, ese mismo año pasó al Vida en calidad de préstamo. Su paso por el cuadro «rojo», que duró un año, arrojó las siguientes estadísticas: 26 partidos jugados y 1 gol anotado. En el Vida también presentó problemas de indisciplina e incluso fue separado temporalmente del club, junto con Milton Ruiz.
A mediados de 2011, tras rescindir su contrato con Olimpia, fichó como agente libre por Marathón. Al año siguiente, clasificó a la Concacaf Liga Campeones 2012-13 y fue subcampeón nacional. Durante la siguiente temporada –2012/13–, jugó 14 partidos y anotó 2 goles. 
En 2014 se convirtió en jugador del Platense, donde jugó 19 partidos y anotó 2 goles. Un año después recaló en Real Sociedad, club del cual se convirtió en figura y alcanzó nuevamente ser subcampeón nacional en el Clausura 2016. 
El 21 de mayo de 2016 se oficializó su fichaje por el Real España, tercer club grande en su carrera.

## Selección nacional
Ha sido internacional con la Selección de fútbol de Honduras. En enero de 2013, de cara a la primera fecha del hexagonal de las eliminatorias mundialistas, el seleccionador Luis Fernando Suárez lo convocó por primera vez a la selección absoluta. El partido se ganó por 2 a 1 sobre Estados Unidos, pero no alcanzó a debutar. 
Fue nuevamente convocado para la Copa Centroamericana 2017, que se disputó en Panamá. Posteriormente, el seleccionador Jorge Luis Pinto lo convocó para las últimas dos fechas de la Eliminatoria a Rusia 2018, contra Costa Rica (empate de 2 a 2) y México (victoria de 3 a 2). 
Participaciones en eliminatorias mundialistas
| Eliminatorias                  | Resultado         | Partidos | Goles |
| ------------------------------ | ----------------- | -------- | ----- |
| Eliminatorias de Concacaf 2014 | 3° (clasificó)    | 0        | 0     |
| Eliminatorias de Concacaf 2018 | 4° (no clasificó) | 0        | 0     |

Participaciones en Copa Centroamericana
| Copa                      | Sede   | Resultado | Partidos | Goles |
| ------------------------- | ------ | --------- | -------- | ----- |
| Copa Centroamericana 2017 | Panamá | Campeón   | 3        | 0     |

## Clubes
| Club           | País           | Año       |
| -------------- | -------------- | --------- |
| Deportes Savio | Honduras       | 2008-2009 |
| Olimpia        | Honduras       | 2009-2010 |
| Vida           | Honduras       | 2010-2011 |
| Marathón       | Honduras       | 2011-2013 |
| Vida           | Honduras       | 2014      |
| Platense       | Honduras       | 2014-2015 |
| Real Sociedad  | Honduras       | 2015-2016 |
| Real España    | Honduras       | 2016-2018 |
| Platense       | Honduras       | 2018      |
| FC Tulsa       | Estados Unidos | 2019-2020 |
| Real Sociedad  | Honduras       | 2021      |
| Olimpia        | Honduras       | 2021-2022 |
| Olancho        | Honduras       | 2022-     |

## Palmarés

### Campeonatos nacionales
| Título          | Club    | País     | Año  |
| --------------- | ------- | -------- | ---- |
| Torneo Clausura | Olimpia | Honduras | 2010 |
| Torneo Apertura | Olimpia | Honduras | 2021 |

### Campeonatos internacionales
| Título               | Club                  | País   | Año  |
| -------------------- | --------------------- | ------ | ---- |
| Copa Centroamericana | Selección de Honduras | Panamá | 2017 |